# Liga Dames (volleybal)
De Liga Dames, voorheen de Eredivisie is de hoogste competitie in het Belgische vrouwenvolleybal. De inrichtende macht is Volley Belgium.

## Competitie

### De competitiestart
De 12 teams beginnen ieder met nul punten en spelen ieder 2 onderlinge matchen, verdeeld over een uit- en thuismatch.
Bij een 3-0 of 3-1-overwinning of nederlaag krijgt het winnende team 3 punten en het verliezende geen.
Bij een 3-2-overwinning / nederlaag krijgt het winnende team 2 punten en het verliezende krijgt er 1.
Na deze 18 wedstrijden wordt de competitie opgesplitst in de Play-offs en de Play-downs.

### De Play offs
De posities 1 tot 4 van de reguliere competitie plaatsen zich voor Play-off 1. Hierin begint de nummer 1 van de regulaire competitie met 6 punten, de nummer 2 met 4 punten t.e.m. de nummer 4, die zonder punten begint. 
De posities 5 tot 8 van de regulier competitie plaatsen zich voor Play-off 2. Start punten idem als Play-off 1. De puntenverdeling blijft gelijk aan de van de reguliere competitie.
Na nogmaals 2 onderlinge matchen te hebben afgewerkt, worden de Europese tickets verdeeld. De vierde speelt een barrage tegen de 1ste van play off 2 en de winnaar hiervan mag deelnemen aan de CEV Challenge Cup, de 2de en 3de winnen een ticket voor de CEV Cup en de eerste mag deelnemen aan de groepsfase van de CEV Champions League. De eerste 2 plaatsen zullen ook onderling uitmaken wie de landskampioen wordt in de Play Off Finale.

#### De PO finale
De nummer 1 en 2 van de Play Offs nemen het hier tegen elkaar op om de titel: 'landskampioen van België'. Beide teams spelen tegen elkaar, afwisselend uit en thuis, tot 1 van de 2 teams 2 wedstrijden gewonnen heeft. De nummer 1 begint met het thuisvoordeel.
In tegenstelling tot  de andere competitievormen wordt er geen onderscheid gemaakt tussen een 3-0/3-1 of een 3-2-overwinning / nederlaag. Het winnende team krijgt 1 overwinning en wie eerst 3 overwinningen behaalt op z'n concurrent is landskampioen. De finale wordt dus over minimaal 3 en maximaal 5 matchen beslist.

### De Play Downs
Hierin nemen de posities 9 tot 10 deel. Net als in de Play Offs krijgt het beste geplaatste team een voordeel over het minder geplaatste. De nummer 7 begint met 5 punten t.e.m. de nummer 12 met nul. De laatste in de Play Downs degradeert naar de Eerste Nationale.

## Teams
In het seizoen 2023/24 spelen de volgende teams in de Liga A:
- Asterix Avo Beveren
- VDK Gent Dames
- Bevo Rekkenshop Roeselare
- VC Oudegem
- Interfreight Antwerp Volley Team W
- CapitalatWork BAO Tchalou Volley
- E.S. Charleroi Volley
- Servantes Volley Noorderkempen
- Volley Haasrode Leuven
- (Trixxo LVL Genk) algemeen forfeit

## Landskampioenen
| - 1951: Femina - 1952: Brabo Antwerpen - 1953: Brabo Antwerpen - 1954: Brabo Antwerpen - 1955: Spartacus - 1956: Brabo Antwerpen - 1957: Brabo Antwerpen - 1958: Brabo Antwerpen - 1959: Brabo Antwerpen - 1960: Brabo Antwerpen - 1961: Brabo Antwerpen - 1962: Brabo Antwerpen - 1963: CAPCI Ixelles - 1964: VOG Antwerpen - 1965: CAPCI Ixelles - 1966: VOG Antwerpen - 1967: VOG Antwerpen - 1968: VOG Antwerpen - 1969: VOG Antwerpen - 1970: VOG Antwerpen - 1971: Hermes Oostende - 1972: Hermes Oostende - 1973: Hermes Oostende - 1974: Hermes Oostende - 1975: Hermes Oostende | - 1976: Hermes Oostende - 1977: Hermes Oostende - 1978: Hermes Oostende - 1979: Hermes Oostende - 1980: Hermes Oostende - 1981: Dilbeek-Itterbeek SC - 1982: VC Temse - 1983: Hermes Oostende - 1984: Dilbeek-Itterbeek SC - 1985: Hermes Oostende - 1986: DECO Denderhoutem - 1987: Hermes Oostende - 1988: VT Herentals - 1989: VC Temse - 1990: VT Herentals - 1991: VT Herentals - 1992: VT Herentals - 1993: VT Herentals - 1994: Datovoc Tongeren - 1995: Datovoc Tongeren - 1996: VT Herentals - 1997: VT Herentals - 1998: Asterix Kieldrecht - 1999: VT Herentals - 2000: Asterix Kieldrecht | - 2001: Asterix Kieldrecht - 2002: Datovoc Tongeren - 2003: Eburon Tongeren - 2004: Eburon Tongeren - 2005: Eburon Tongeren - 2006: Dauphines Charleroi - 2007: Datovoc Tongeren - 2008: Asterix Kieldrecht - 2009: Dauphines Charleroi - 2010: Asterix Kieldrecht - 2011: Asterix Kieldrecht - 2012: Asterix Kieldrecht - 2013: VDK Gent - 2014: Asterix Kieldrecht - 2015: Asterix Kieldrecht - 2016: Asterix Kieldrecht - 2017: Asterix Avo Beveren - 2018: Asterix Avo Beveren - 2019: Asterix Avo Beveren - 2020: niet toegekend - 2021: Asterix Avo Beveren - 2022: VDK Dames Volley - 2023: Asterix Avo Beveren - 2024: Asterix Avo Beveren - 2025: Asterix Avo Beveren |

| Aantal titels | Club                          | Landstitels                                                        |
| ------------- | ----------------------------- | ------------------------------------------------------------------ |
| 13            | Hermes Volley Oostende        | 1971, '72, '73, '74, '75, '76, '77, '78, '79, '80, '83, '85 en '87 |
| 10            | Asterix Kieldrecht            | 1998, 2000, '01, '08, '10 ,'11, '12, '14, '15 en '16               |
| 10            | Brabo Antwerpen               | 1952, '53, '54, '56, '57, '58, '59, '60, '61 en '62                |
| 8             | VT Herentals                  | 1988, '90, '91, '92, '93, '96, '97 en '99                          |
| 7             | VC Tongeren                   | 1994, '95, 2002, '03, '04, '05, '07                                |
| 7             | Asterix Avo Beveren           | 2017, '18, '19, '21, '23, '24, '25                                 |
| 6             | VC Verbroedering Ons Genoegen | 1964, '66, '67, '68, '69 en '70                                    |
| 2             | Dauphines Charleroi           | 2006 en '09                                                        |
| 2             | Dilbeek-Itterbeek SC          | 1981 en '84                                                        |
| 2             | CAPCI Ixelles                 | 1963 en '65                                                        |
| 2             | VC Temse                      | 1982 en '89                                                        |
| 2             | VDK Gent                      | 2013 en '22                                                        |
| 1             | Spartacus                     | 1955                                                               |
| 1             | DECO Denderhoutem             | 1986                                                               |
| 1             | Femina                        | 1951                                                               |